# Scipopus chalybeus
Scipopus chalybeus (лат.) — вид двукрылых насекомых рода Scipopus из семейства ходуленожек (Micropezidae). Южная Америка: Боливия, Бразилия, Колумбия, Эквадор, Перу. Мухи длиной 10—15 мм. Скутум чёрно-коричневый, микротрихозный, с голубым блеском. S. chalybeus похож на другие виды номинативного подрода Scipopus s. str. по крайней мере частично белым первым передним тарзомером и блестящим эпицефалоном, чётко отграниченным от верхней лобной витты (например, S. brikelos, S. nitidus, S. nigripennis, S. furcifer, S. lateralis), но отличается полностью белым микротрихозным наличником и сильно выпуклым шейным склеритом самок. У некоторых экземпляров S. chalybeus отсутствует наружная вертикальная сета, а у других она очень короткая и равна по длине тергитам T1+2.  Вид был впервые описан в 1934 году, а его валидный статус был подтверждён в 2023 году канадскими энтомологами Kate G. Lindsay и Stephen A. Marshall (School of Environmental Sciences, Гуэлфский университет, Гуэлф, Канада); включён в номинативный подрод Scipopus s. str..